# Hermanos Martínez Gil
Los hermanos Martínez Gil fue un dúo compuesto por Carlos (8 de octubre de 1907 - 9 de febrero de 1972) y Pablo (24 de enero de 1910 - 23 de enero de 1987), dos músicos y compositores mexicanos nacidos en Misantla, Veracruz y fallecidos ambos en la Ciudad de México. Hijos de Pablo Martínez Guerra y de Rosario Gil Barradas, actuaron como dueto de guitarras durante la mayor parte de su vida profesional. Socios fundadores de la Sociedad de Autores y Compositores de México.

## Datos biográficos
Debutaron profesionalmente el año de 1930 en el puerto de Veracruz y se trasladaron a la Ciudad de México ese mismo año. 
Como compositores la primera canción que realizaron fue La Jarochita. Con esta composición iniciaron una cadena de obras que lograron hacer llegar con éxito al gusto popular mexicano. Destacan los temas de Chacha linda, Falsaria, Adiós amor, Cachito de mi alma, Adivinanza, Una espina, Vuelve, entre otros.
Entre los intérpretes que han cantando las canciones de Carlos y Pablo Martínez Gil, aparte de ellos mismos, han estado Emilio Tuero, Antonio Aguilar, Antonio Bribiesca, Carlos Lico, Óscar Chávez, Vicente Fernández, Gualberto Castro, La Sonora Matancera y otros más.
Carlos recibió la medalla Virginia Fábregas por 25 años de actividad artística. Asimismo el dueto obtuvo varios Discos de Oro y de Platino. 
Fueron socios fundadores de la Sociedad de Autores y Compositores de México.
Según la biografía de los hermanos Martínez Gil publicada por la SACM, Carlos y Pablo fueron muy unidos, tanto, que al morir Carlos, en 1972, Pablo quien sobrevivió a su hermano 15 años, lleno de tristeza, juró que ya nunca volvería a cantar, y lo cumplió.